# Ekstrakt bezcukrowy
Ekstrakt bezcukrowy – stanowi różnicę zawartości ekstraktu ogólnego i sumy cukrów redukujących oraz sacharozy zawartych w dowolnym produkcie spożywczym. Ekstrakt bezcukrowy to przede wszystkim alkohole wyższe, (glicerol), kwasy nielotne, garbniki i barwniki.